# 黎剛
黎剛（1972年5月25日—，又譯李康、康李、黎烈弓等），在越南西貢出生，現已退休。
黎剛十歲開始練習跆拳道、十四歲接觸摔角、十九歲進入散打領域、曾是美國散打國家隊成員，亦是美國著名散打運動推廣人，其武藝涉獵廣泛泰拳、越武道、拳擊、巴西柔術等多有接觸。
黎剛主要獲得頭銜包括：AAU全美角力優勝「古典、自由雙制霸」、三屆美國國際武術公開賽冠軍(1994、1995、1996)、1998年全美空手道選手權大會優勝、1998年德拉卡全美冠軍、三屆WMAC散打銅牌、ISKA職業散打全美冠軍、2001年初代IKF世界職業散打輕重量級冠軍、2008年第二代Strikeforce世界中量級冠軍。
黎剛曾多次在電影擔當角色，包括《深空失憶》、《十月圍城》、《蘇乞兒》、《一代宗師》等。